# Román Martinangeli
Román Martinangeli (Buenos Aires, 10 de abril de 1993) es un futbolista argentino. Juega de volante ofensivo en Estrella del Sur de la Primera C.

## Trayectoria
Surgido de las inferiores del Club Atlético Huracán, tuvo un breve paso por Chacarita Juniors hasta recalar en El Porvenir, por entonces en la Primera D, donde debutó y obtuvo el campeonato de 2016.
Pasó luego por Berazategui, de la Primera C, y de allí a Sacachispas, de la Primera B, donde disputó treinta y dos encuentros y convirtió dos goles, con buenos rendimientos. Gracias a ellos, en 2019 firmó para Almagro, de la Primera B Nacional, donde jugó poco debido a lesiones, sumado a la inactividad por la pandemia, y retornó a la Primera C, fichando para Ferrocarril Midland
En 2021 volvió a Berazategui, donde superó los 100 partidos con el primer equipo. Allí convirtió el gol con el que ganaron el último partido del Torneo Clausura de ese mismo año, y clasificaron a la final por el ascenso.

## Clubes
| Club                | País      | Año       |
| ------------------- | --------- | --------- |
| El Porvenir         | Argentina | 2016-2017 |
| Berazategui         | Argentina | 2017-2018 |
| Sacachispas         | Argentina | 2018-2019 |
| Almagro             | Argentina | 2019-2021 |
| Ferrocarril Midland | Argentina | 2020-2021 |
| Berazategui         | Argentina | 2021-2024 |
| Estrella del Sur    | Argentina | 2025-act. |

## Palmarés

### Campeonatos nacionales
| Título          | Equipo      | País      | Año  |
| --------------- | ----------- | --------- | ---- |
| Primera D       | El Porvenir | Argentina | 2016 |
| Torneo Clausura | Berazategui | Argentina | 2021 |